# Les yeux secs
Les Yeux secs es una película franco-marroquí dirigida por Narjiss Nejjar y estrenada en 2003. La película, aclamada por la crítica, fue seleccionada para la Quincena de Realizadores de Cannes, el FIFF y el Festival de Cine de Marrakech. Ganó numerosos premios, incluido el Bayard d'Or al mejor guion en Namur.
Les yeux secs fue el primer largometraje de Nejjar. Trata varios temas, en particular la emancipación de la mujer y el control del hombre sobre su destino. En un principio tenía previsto realizar un documental sobre el pueblo en cuestión, pero finalmente optó por hacer una película de ficción al percibir la reticencia de los habitantes del pueblo.
La película, ambientada en los pueblos bereberes de Aghbala y Tizi N'Isly y rodada en tamazight, fue un éxito comercial en Francia, pero se enfrentó a la polémica interna. Las mujeres de Aghbala y Tizi presentaron una demanda contra Nejjar por difamación.

## Sinopsis
Una anciana sale de la cárcel después de 25 años. En el exterior, conoce a Fahd, un joven conductor de autobús que se ofrece a llevarla de vuelta a su pueblo. La anciana acepta pero le advierte que lo hará pasar por su hijo, porque es un pueblo de mujeres que ofrecen su cuerpo, donde sólo pueden entrar los hombres que pagan. Se anima a las prostitutas a que abandonen a sus hijos al nacer para que la nueva generación no quede atrapada en este trágico destino. Estas mujeres, que sueñan con ser amadas, deben por tanto mantener los ojos secos y ocultar su dolor. La anciana encuentra a su hija, Hala, la líder mezquina y autoritaria del pueblo, a la que abandonó 25 años antes. Ella decide liberar a esta comunidad de su maldición.

## Reparto
- Siham Assif (Hala)
- Khalid Benchagra (Fahd, el conductor)
- Fatima "Raouia" Harrandi (Mina)
- Rafika Belhaj (as Zinba)

## Premios
Festival Nacional de Cine de Marruecos 2003:
- Premio a la mejor ópera prima (para Narjiss Nejjar)[13]
- Premio al mejor papel femenino (para Fatima "Raouia" Harrandi)[13]
- Premio al mejor vestuario (para Hayat Sbai)[13]

2003 Festival Internacional de Cine Francófono de Namur
- Bayard d'or al mejor guion